# Mortal Kombat vs. DC Universe
Mortal Kombat vs. DC Universe är ett crossover-fightingspel från Midway Games vilket är det senaste spelet i Mortal Kombat serien, som hade release den 16 november, 2008. Spelet innehåller karaktärer från både Mortal Kombat franchisen och DC Comics serieuniversum. Spelets historia skrevs av serieskaparna Jimmy Palmiotti och Justin Gray.
Spelet motor är baserat på Epic Games' Unreal Engine 3 och är tillgängligt för spelformaten Playstation 3 och Xbox 360.

## Om spelet

### Karaktärer
Enligt intervjuer valde man karaktärerna efter deras popularitet och paralleller mellan karaktärer från de båda universumen. Ed Boon sade att karaktärernas förmågor, speciellt på DC-sidan, har medvetet tonats ner för att göra dem mer balanserade i spelet. Boon nämnde att Superman kommer att ha en del svagheter på grund av magi, annars skulle spelet bli ganska obalanserat.
| Spelbara karaktärer | Spelbara karaktärer |
| Mortal Kombat       | DC Universe         |
| ------------------- | ------------------- |
| Baraka              | Batman              |
| Jax                 | Captain Marvel      |
| Kano                | Catwoman            |
| Kitana              | Darkseid            |
| Liu Kang            | Deathstroke         |
| Raiden              | The Flash           |
| Scorpion            | Green Lantern       |
| Shang Tsung         | Jokern              |
| Shao Kahn           | Lex Luthor          |
| Sonya Blade         | Superman            |
| Sub-Zero            | Wonder Woman        |

## Handling
Efter att Shao Kahns invasion av Earthrealm besegrats av Raidens ljusa styrkor, besegrar Raiden Kahn genom att trycka igenom en portal. Vid samma tillfälle på Jorden, får man se Superman stoppa Darkseids invasion genom att skjuta honom med sin värmesyn samtidigt som han går igenom en Boom tube. Dessa handlingar förgör ingen av dem, men förenar dem till en ny varelse vid namn Dark Kahn, vilket sedan orsakar att DC universumet och Mortal Kombat universumet börjar förenas.
Samtidigt som världarna förenas, börjar karaktärernas förmågor att påverkas, vilket orsakar våldsamma "rage" utbrott vilket egentligen är känslor Dark Kahn ger dem från långt avstånd. På grund av detta, får vissa antingen extra styrka eller svaghet (vilket medför att en person som Superman kan besegras på grund av sin svaghet mot magi, eller att Jokern lyckas slåss mot Raiden). De båda världarna tror att den andra världen är ansvariga till att världarna förenas, vilket slutar i att de slåss mot varandra i stridsformen Mortal Kombat tills endast två återstår remain, nämligen Raiden och Superman. I slutstriden slåss Raiden och Superman medan Dark Kahn får styrka genom deras utbrott. Till slut upptäcker de båda att ingen av dem jobbar för Dark Kahn, vilket resulterar i att de istället går samman för att besegra deras "förenade" motståndare. Efter att Dark Kahn besegrats återgår världarna till sitt normala separata läge och alla är tillbaka i respektive universum, upptäcker man att Darkseid och Shao Kahn har bytt plats och förlorat sina krafter. Det hela slutar med att de båda blir fångar i den andres universum; Darkseid spärras in i Netherrealm, medan Shao Kahn fängslas i Phantom Zone.